# Aubagne
Aubagne (okcitansko Aubanha) je mesto in občina v jugovzhodnem francoskem departmaju Bouches-du-Rhône regije Provansa-Alpe-Azurna obala. Leta 2006 je mesto imelo 44.682 prebivalcev. 
Od leta 1962 se v kraju nahaja Glavno poveljstvo francoske tujske legije.

## Geografija
Kraj leži v pokrajini Provansi v dolini reke Huveaune, obkrožen z gorskimi grebeni Garlaban in Sainte-Baume na severu ter Douard na jugu, 17 km vzhodno od središča departmaja Marseilla.

## Uprava
Aubagne je sedež dveh kantonov:
- Kanton Aubagne-Vzhod (del občine Aubagne, občine Carnoux-en-Provence, Cassis, Cuges-les-Pins, Gémenos, Roquefort-la-Bédoule: 37.837 prebivalcev),
- Kanton Aubagne-Zahod (del občine Aubagne, občina La Penne-sur-Huveaune: 39.821 prebivalcev).

Kantona sta sestavna dela okrožja Marseille.